# Statistisch Schrikbewind
Het Statistische Schrikbewind of Statistische Lastercampagne was een periode tijdens de Brabantse Omwenteling van Statistisch politiek geweld dat op 30 januari 1790 startte en eindigde op 13 april van hetzelfde jaar.

## Context
Op 24 oktober 1789 brak de Brabantse omwenteling uit. Tijdens deze revolutie waren er twee facties: de progressieve en democratische Vonckisten en de conservatieve Statisten. Nadat de Oostenrijkers waren verdreven, zouden hun ideologische verschillen een probleem vormen. De Statisten weigerden de Vonckisten toe te laten tot het congres. De eerste minister en de staatssecretaris waren beiden prominente Statisten. 

## De Lastercampagne

### Begin

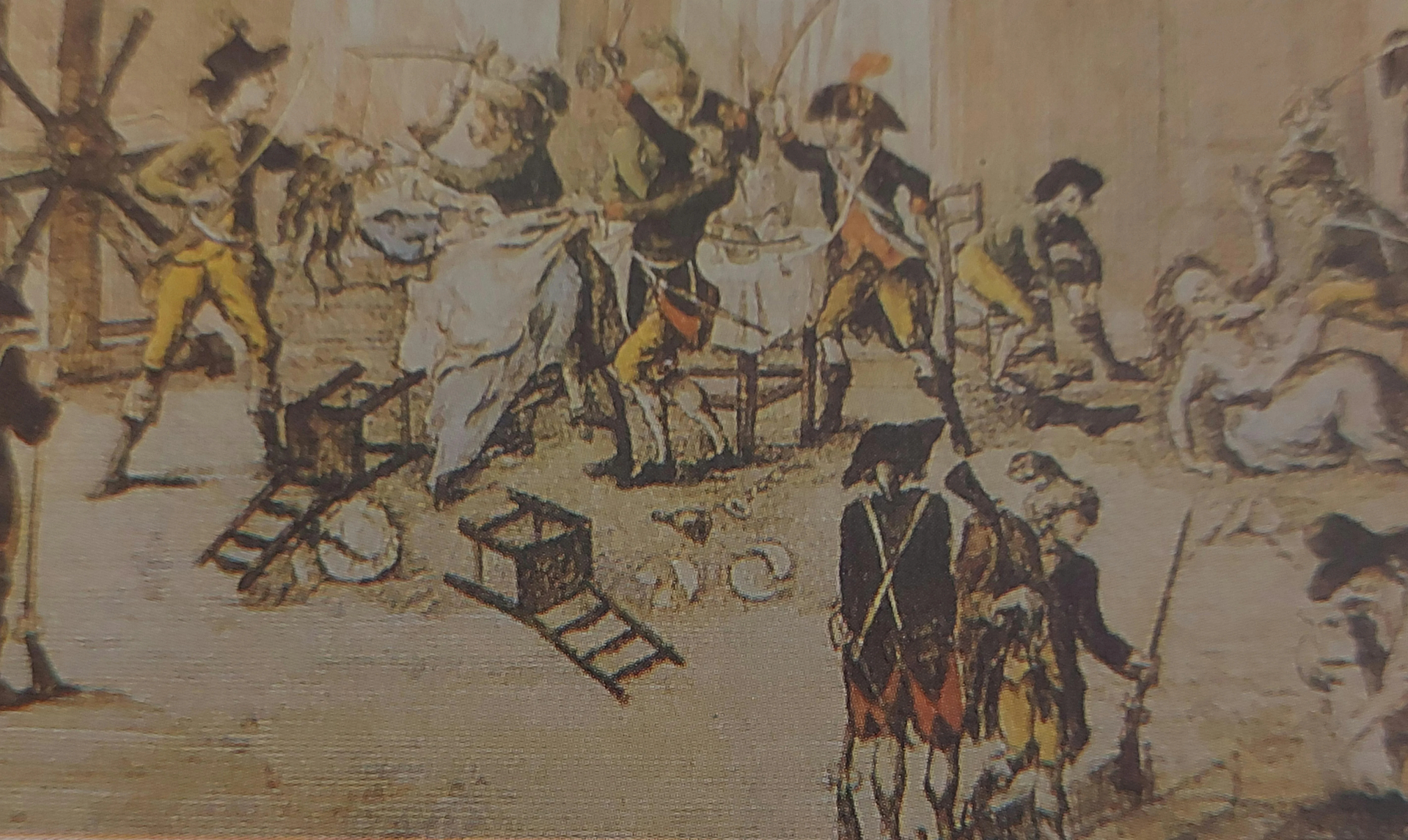
Vonckistische prent over Statistisch politiek geweld

De staten van Henegouwen stelden aan het congres voor om geleidelijk nieuwe instellingen voor te bereiden die "de natie" zouden vertegenwoordigen. Het leek sterk op wat er in Frankrijk broeide. Als reactie hierop verhoogden de Statisten hun politiek geweld en propaganda. Dit was het begin van het zogenaamde Statistische Schrikbewind, of Statistische machtsgreep.
Op 30 januari benoemden Van der Noot en de conservatieve meerderheid in de Staten van Brabant de Pruisische generaal Schönfeld, waarmee Vonckist-aanhanger Van der Mersch buiten spel werd gezet.
De Vonckisten hadden geen stem in de regering en waren vaak slachtoffer van politiek geweld.

### Hoogtepunt en einde

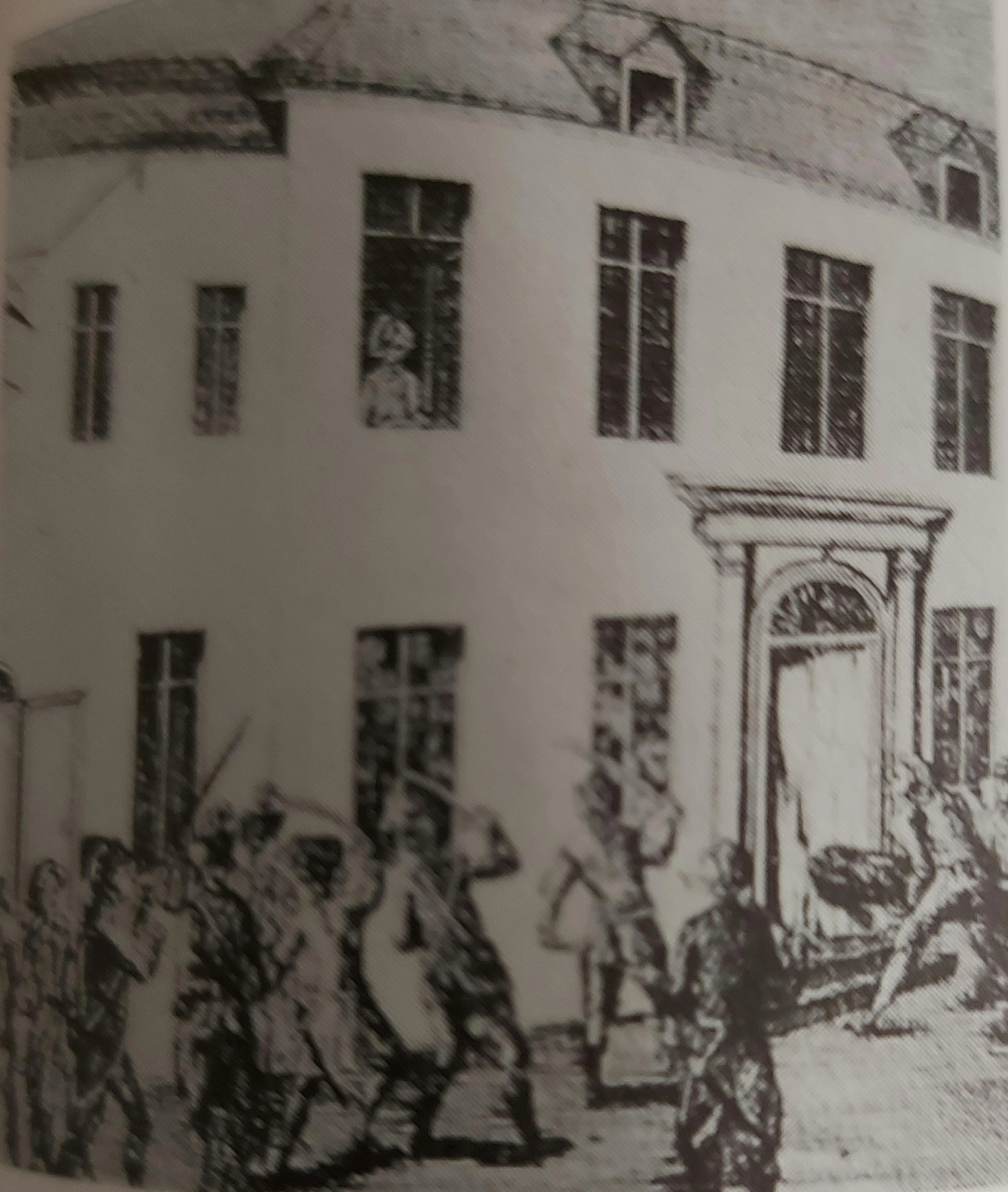
De Statistische "Geheime Compagnie" plundert het huis van een Vonckist

In begin 1790 kwam het bijna tot een veldslag  bij Namen tussen Van der Mersch's leger en dat van Schönfeld. Schönfeld marcheerde tot bij Van der Mersch's positie and zette zijn kamp op. De spanning was aan het stijgen maar er kwam geen veldslag. Veel van Van der Mersch's officieren werden gearresteerd en de soldaten die loyaal aan hem waren werden naar Charleroi gestuurd.
Op 9 maart weigerden de Vonckisten de eed van trouw aan de staten af te leggen. Hun situatie verslechterde alleen maar. Op 15 maart stelden de Vonckisten aan de Brabantse staten voor om meer democratische instellingen in te voeren. De volgende dag moedigde de statistische regering het volk aan om de huizen van de Vonckisten te plunderen. Samen met de Geheime Compagnie werden de huizen van Vonckisten aangevallen, geplunderd en werden ze uit Brussel verdreven. De aartsbisschop van Mechelen, kardinaal Van Frankenberg, riep de Vonckisten uit tot vijanden van de godsdienst. Op 18 maart hadden de meeste of alle Vonckisten, waaronder Vonck en Jan Baptist Verlooy, Brussel verlaten. Ze vluchtten naar Namen in de hoop dat het leger van Van der Mersch daar hen kon helpen. Maar Van der Mersch was al buiten beeld geraakt. Dus vluchtten de meeste Vonckisten naar Frankrijk. Op 13 april werden Van der Mersch en zijn vrouw gearresteerd en naar de citadel van Antwerpen gestuurd.

## Gevolg
De Statisten hadden nu volledige controle over de Verenigde Belgische Staten. Grote steden als Antwerpen werden overspoeld met propaganda. Kleine haarden van verzet bleven over in Gent, Mons, Doornik en Limburg. In november hadden de Oostenrijkse en Heilig Roomse troepen het meeste van de staat al terug bezet, en werd Van der Mersch vrij gelaten.
Op 10 december was de revolutie definitief voorbij.